# Virgen con el Niño (Yoly)

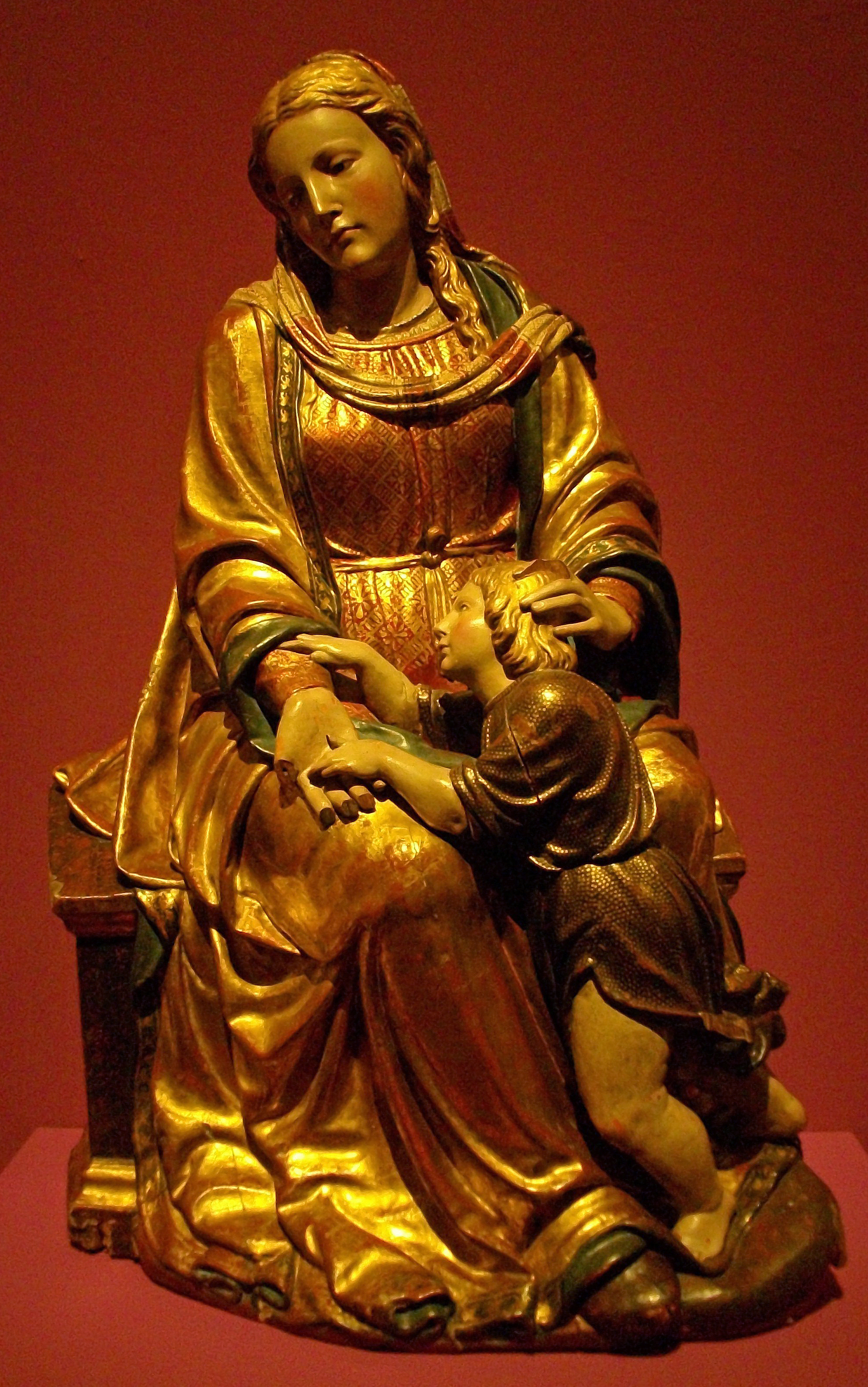
Gabriel Yoly, Virgen con el Niño (1527). Madera dorada y policromada, 118x 75 cm, procedente de la Iglesia parroquial de San Miguel Arcángel de Villafeliche (Zaragoza).

Virgen con el Niño (1527), conocida popularmente como «Virgen del Oro», es una escultura en madera policromada y dorada de Gabriel Yoly que procede de la Iglesia parroquial de San Miguel Arcángel de Villafeliche de Zaragoza (Aragón, España).
Presidió el retablo de la capilla de Juan Luján, maestresala del arzobispo Juan de Aragón II, encargada al escultor francés afincado en Aragón para su familia en la iglesia parroquial de Villafeliche. Era la única talla de un retablo que, excepción hecha de esta imagen, acogía pinturas.
La Virgen muestra la preocupación por el destino de su hijo en contraste con la amable naturalidad del Niño Jesús. En esta composición Yoly muestra la plenitud de su estilo, heredero del de Felipe Bigarny y de los maestros del Cinquecento italiano, tras haberse formado en el taller zaragozano de Damián Forment.
Es notable el trabajo de policromado visible en los picados de la indumentaria del Niño y en el reticulado de rombos y flores estofadas en la ropa de la Virgen, así como en las delicadas carnaduras.